# Les Initiés (film, 2017)
Ne doit pas être confondu avec Les Initiés ou Les Initiés (série télévisée).
Pour plus de détails, voir Fiche technique et Distribution.
Les Initiés (en xhosa : Inxeba, litt. « La plaie ») est un film dramatique sud-africain coécrit et réalisé par John Trengove, sorti en 2017. Il s'agit de l'adaptation du roman sud-africain A Man Who is Not a Man de Thando Mgqolozana (2009).
Il est sélectionné et présenté, en novembre 2017, au festival des Journées cinématographiques de Carthage, à Tunis, où il remporte le Tanit d'argent.

## Synopsis
Dans les montagnes du Cap oriental, en Afrique du sud, l'ouvrier solitaire, Xolani, entre dans la communauté aux cérémonies rituelles d'initiation (en) ayant lieu tous les ans, avec une dizaine d’adolescents. Kwanda, un jeune homme de Johannesbourg découvre le secret de Xolani, dont la vie risque d'être menacée…

## Fiche technique
Sauf indication contraire, les informations mentionnées dans cette section peuvent être confirmées par la base de données cinématographiques IMDb,  présente dans la section « Liens externes ».
- Titre original : Inxeba
- Titre international : The Wound
- Titre français : Les Initiés
- Réalisation : John Trengove
- Scénario :  Malusi Bengu, Thando Mgqolozana et John Trengove
- Musique : João Orecchia
- Décors : Bobby Cardoso et Solly Sithole
- Costumes : Lehasa Molloyi
- Photographie : Paul Ozgur
- Montage : Matthew Swanepoel
- Production : Cait Pansegrouw et Elias Ribeiro
- Coproduction : Marie Dubas, Michael Eckelt, Olaf Grunert, Bianca Isaac, Björn Koll, Eric Lagesse, Trent, Claudia Tronnier et Batana Vundla
- Sociétés de production : Urucu Media ; Riva Filmproduktion, Das Kleine Fernsehspiel, ZDF/Arte, OAK Motion Pictures, Cool Take Pictures, Deuxieme Ligne Films, Sampek Productions, Edition Salzgeber et Figjam Entertainment (coproductions)
- Sociétés de distribution : Kino Lorber (États-Unis) ; Pyramide Distribution (France)
- Pays de production :  Afrique du Sud,  France,  Pays-Bas et  Allemagne
- Langue originale : xhosa
- Format : couleur
- Genre : drame romantique
- Durée : 88 minutes
- Dates de sortie :
  - États-Unis : 19 janvier 2017 (avant-première au Festival du film de Sundance)
  - France : 19 avril 2017
  - Allemagne : 14 septembre 2017
  - Afrique du Sud : 15 septembre 2017 (sortie limitée) ; 17 février 2018 (sortie nationale)

## Distribution
- Nakhane Touré (en) : Xolani
- Bongile Mantsai : Vija
- Niza Jay Ncoyini : Kwanda
- Siphosethu Ngcetane : Nkosi
- Loyiso Lloyd N Ngqayana : l'initié de Vija
- Sibabalwe Esbie Ngqayana : Zuko
- Halalisani Bradley Cebekhulu : Lukas
- Inga Qwede : Ncedo

## Production
John Trengove s'est inspiré du roman A Man Who is Not a Man de Thando Mgqolozana, thème sur la cérémonie d'initiation de Xhosa, et avait envie de remettre en question l'idée selon laquelle l'homosexualité prendrait racine dans la culture occidentale qui constituait une menace pour la culture traditionnelle africaine. Il a consulté des experts culturels pour d'assurer l'authenticité de la matière enseignée.
Le tournage a lieu sur les sites des hominidés fossiles dans la province de Gauteng, en Afrique du Sud, entre avril et mai 2016.

## Polémique
Le film a été accusé d'avoir dévoilé les secrets des rituels d'initiation. D'autres médias couvrant le même sujet, tel que la biographie Un long chemin vers la liberté (Long Walk to Freedom) sur Nelson Mandela, n'ont pas reçu des critiques similaires, conduisant à des accusations qu'une plainte relative au film plutôt motivé par l'homophobie,,.

## Distinctions
- Journées cinématographiques de Carthage 2017 : Tanit d'argent
- Queer Lisboa 2017 : Prix du public Queer Porto

### Revue de presse
- David Fontaine, « Les films qu'on peut voir cette semaine : Les initiés », Le Canard enchaîné, Paris, 19 avril 2017, p. 6,  (ISSN 0008-5405)

### Documentation
- Dossier de presse Les Initiés ;
- « Les Initiés, de John Trengove », sur Institut français ;
- Louise Wessbecher, « L’ukwaluka, le dangereux rite de circoncision en Afrique du Sud au cœur du film Les Initiés », sur France 24, 19 avril 2017 ;
- Sandra Joxe, « Les Initiés, la majesté sulfureuse des rituels en Afrique du Sud », sur Mondafrique, 17 mai 2017.